# ピヨの恩返し
「ピヨの恩返し」（ピヨのおんがえし）は、NHKの音楽番組『みんなのうた』で、2015年2月 - 3月に放送された楽曲。
作詞・作曲：谷山浩子、編曲：川村竜、歌：岩男潤子。
また、岩男潤子の13枚目のシングルとして、2015年4月25日にJ.Islandから発売された。

## 概要
前作「Ever」から約13年ぶりのシングル。
岩男潤子の『みんなのうた』出演は、1996年2月 - 3月に放送された「空のオカリナ」以来、19年ぶり2回目である。
『みんなのうた』では、5分間1曲枠で放送された。
『みんなのうた』の放送で使用されたアニメーションの映像は、番組初参加の今林由佳が制作を手掛けた。

## 収録曲
1. ピヨの恩返し
2. ピヨの恩返し（オリジナル・カラオケ）